# 26-я кавалерийская дивизия
26-я кавалерийская дивизия — воинское соединение Вооружённых Сил СССР во Второй мировой войне. Период боевых действий: с 31 июля 1941 года по 15 июля 1942 года.

## История
В июле Постановлением ГКО № 207сс от 19.07.1941 г. «О формировании новых дивизий» утверждаются окончательные сроки формирования 56 стрелковых и 15 кавалерийских дивизий и количество вооружения для каждой дивизии:
26 кд — ОДВО — дислокация Верхне-Дзерджинск — к 24.07.41.
На май 1942 года входила в состав 6-го кавалерийского корпуса.
Многоугольник района гибели 6 КК и его кавдивизий — это окраина Краснограда — Петровка -Росоховатое — Казачий Майдан, а также на путях отхода вместе со стрелковыми дивизиями — в районе основного окружения (район Кегичевка -Кохановка).

## Состав дивизии
123 кавалерийский полк (командир:)
1 сабельный эскадрон (командир: ст. лейтенант Петропавловский Василий Сергеевич
сабельный эскадрон (командир: ст. лейтенант Будин Николай Алексеевич)
пулемётный эскадрон (командир: старший лейтенант Пинчук Александр Маркович)
125 кавалерийский полк (командир: подполковник Шевченко, комиссар: бат.комиссар Гейко Иван Тимофеевич (погиб 23.02.1942 г.) , Ярощук, начштаба: капитан Сарбеев Иван Герасимович)
сабельный эскадрон (командир: лейтенант Алещенков Иван Павлович)
сабельный эскадрон (командир: лейтенант Афанасьев Михаил Иванович)
сабельный эскадрон (командир: лейтенант Бувайко Фёдор Алексеевич)
сабельный эскадрон (командир: лейтенант Лемпке Алексей Рудольфович)
сабельный эскадрон (командир: ст. лейтенант Чалый Михаил Яковлевич)
сабельный эскадрон (командир: мл. лейтенант Шерман Ионя Симхович)
130 кавалерийский полк (командир: подполковник Иодко Карл Леопольдович, начштаба: капитан Мищенко Иван Алексеевич)
сабельный эскадрон (командир: ст. лейтенант Ежов Виктор Акимович)
сабельный эскадрон (командир: лейтенант Полежаев Пётр Наумович)
сабельный эскадрон (командир: ст. лейтенант Саттаров Абдула)
сабельный эскадрон (командир: лейтенант Тарасов Леонид Алексеевич
43 конно-артиллерийский дивизион (командир: , военком: батал. комиссар Шульгин Демьян Фёдорович)
49 бронетанковый эскадрон (командир:)
43 артиллерийский парк
26 сапёрный эскадрон
16 отдельный полуэскадрон связи
50 медико-санитарный эскадрон (командир: воен. врач 2 ранга Янголь Иван Власович, комиссар: ст. политрук Котляров Владимир Григорьевич)
26 отдельный эскадрон химической защиты
15 продовольственный транспорт
66 дивизионный ветеринарный лазарет
708 полевая почтовая станция
969 полевая касса Госбанка

## Командование дивизии
Командиры дивизии
- Носков, Александр Алексеевич (с 10.07.1941 до 03.05.1942), полковник, генерал-майор;
- Андреев, Михаил Николаевич (с 04.05.1942 до 15.07.1942), подполковник;

Комиссары
- Орлов, Василий Васильевич (до 26.05.1942), полковой комиссар

Начальники штаба
- Яхонтов, Вячеслав Всеволодович, майор

НачполитотделаМаксимов Михаил Фёдорович